# Janet Simpson
Janet Mary Simpson (ur. 2 września 1944 w Barnet, zm. 14 marca 2010) – angielska lekkoatletka specjalizująca się w biegach sprinterskich, trzykrotna uczestniczka letnich igrzysk olimpijskich (Tokio 1964, Meksyk 1968, Monachium 1972), brązowa medalistka olimpijska z Tokio w biegu sztafetowym 4 x 100 metrów.
Córka sprinterki Violet Webb (dwukrotnej olimpijski, z 1932 i 1936), żona szwajcarskiego sprintera Philippe’a Clerca (olimpijczyka z 1972)

## Sukcesy sportowe
- trzykrotna medalistka mistrzostw Anglii w biegu na 220 jardów – dwukrotnie złota (1965, 1966) oraz brązowa (1964)[4]
- srebrna medalistka mistrzostw Anglii w biegu na 400 metrów – 1968
- srebrna medalistka halowych mistrzostw Anglii w biegu na 60 jardów – 1963[5]

| Rok  | Miasto    | Zawody                                                 | Konkurencja                                | Wynik                    |
| ---- | --------- | ------------------------------------------------------ | ------------------------------------------ | ------------------------ |
| 1964 | Tokio     | Igrzyska olimpijskie                                   | sztafeta 4 × 100 m bieg na 200 m           | brązowy medal 7. miejsce |
| 1966 | Kingston  | Igrzyska Imperium Brytyjskiego i Wspólnoty Brytyjskiej | sztafeta 4 × 110 jardów bieg na 220 jardów | srebrny medal 8. miejsce |
| 1968 | Meksyk    | Igrzyska olimpijskie                                   | bieg na 400 m sztafeta 4 × 100 m           | 4. miejsce 7. miejsce    |
| 1969 | Ateny     | Mistrzostwa Europy                                     | sztafeta 4 × 400 m bieg na 400 m           | złoty medal 7. miejsce   |
| 1972 | Monachium | Igrzyska olimpijskie                                   | sztafeta 4 × 400 m                         | 5. miejsce               |

## Rekordy życiowe
- bieg na 100 metrów – 11,6 – Hagen 30/05/1965
- bieg na 200 metrów – 23,6 – Welwyn 13/08/1964
- bieg na 400 metrów – 52,5 – Meksyk 16/10/1968